# Gymnoscelis kennii
Gymnoscelis kennii là một loài bướm đêm trong họ Geometridae.